# Thomas Panke
Thomas Panke (* 8. September 1980 in Frankfurt am Main) ist ein deutscher Webvideoproduzent und ein im Frankfurter Stadtteil Sachsenhausen ansässiger Einzelhändler. Bekanntheit erlangte er unter dem Namen Held der Steine durch seine Videos über Klemmbaustein-Sets auf der Plattform YouTube.

## Leben
Panke besuchte eine Grundschule in Frankfurt-Sachsenhausen und anschließend das altsprachliche Heinrich-von-Gagern-Gymnasium in Frankfurt-Ostend. Nach einem Umzug nach Wien besuchte er dort das Piaristengymnasium, welches er mit der Matura abschloss. In Deutschland wiederum leistete er nach eigenen Angaben sowohl Wehrdienst als auch den Zivildienst beim Frankfurter Verband. Zeitweise war er bei der Internet-Jobbörse Monster als Consultant tätig. Später nahm Panke ein Studium der Geschichte und Politik in Frankfurt auf und studierte ebenfalls zeitweilig Wirtschaftsinformatik in Wien. Bei der IHK machte er einen Abschluss als Bürokaufmann.
Im Jahre 2013 eröffnete er im Frankfurter Stadtteil Sachsenhausen ein Ladengeschäft unter dem Namen Held der Steine, in dem er ausschließlich Produkte von Lego verkaufte. Parallel dazu begann er 2014 YouTube-Videos zu veröffentlichen, in denen er Lego-Produkte vorstellt und testet. Seit seiner ersten Kontroverse mit Lego im Jahr 2019 stellt er in seinen YouTube-Videos auch Produkte von den Lego-Mitbewerbern wie z. B. BlueBrixx, Cobi, CaDa, Xingbao, Pantasy oder FunWhole vor und verkauft diese auch. Zusätzlich vertreibt er Merchandising-Artikel seiner eigenen Marke Held der Steine. Bis Ende 2018 betrieb er zudem einen Lego-Shop auf dem Online-Marktplatz Bricklink.
Für sein Ladengeschäft hat Panke einen Verkäufer eingestellt; Panke selbst ist nur noch wenige Tage im Monat in seinem Ladengeschäft anwesend, das sich zu einem Treffpunkt für seine Fans entwickelt hat.
Panke wohnt in Frankfurt am Main.

## YouTube und Twitch

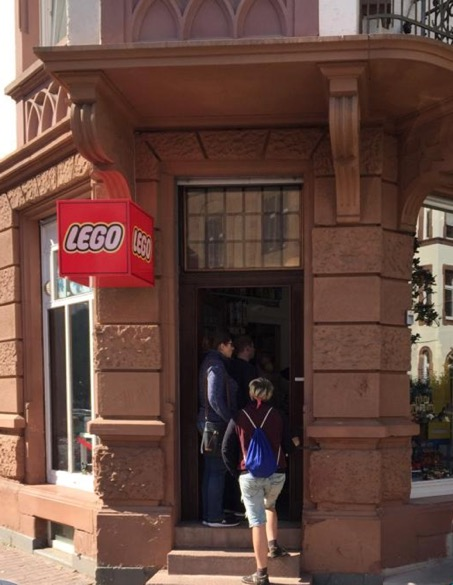
Eingang zu Thomas Pankes Laden (2019)

Panke betreibt seit 2014 den YouTube-Kanal Held der Steine, auf welchem er bis Anfang 2019 im Wesentlichen Produkte der Marke Lego vorstellte und testete, danach auch Produkte anderer Klemmbausteinhersteller. In seinen Videos kritisierte er Lego für die Preisgestaltung, das Sortiment und den Umgang von Lego mit Fachhändlern.
Im Februar 2020 begann Panke eine Videoserie auf seinem Zweitkanal „Der Held“, die aus seinen Ansichten und Anekdoten aus seinem Leben besteht.
Seit April 2020 streamt er regelmäßig auf Twitch. Dort baut er live Klemmbausteinmodelle auf und spielt Minecraft und ältere Computerspiele aus seiner Jugend. Die so entstandenen Videos lädt er dann auf seine Youtube-Kanäle „Held der Steine“ oder „Held TV“ hoch. Am 21. Januar 2025 erreichte Panke auf seinem Hauptkanal eine Million Abonnenten.

## Kontroverse mit Lego
Im Januar 2019 erhielt Panke ein anwaltliches Schreiben im Auftrag von Lego, in welchem er aufgefordert wurde, seine Marke zu löschen, da bei seinem damaligen Logo, welches teilweise einem Noppenstein ähnelt, Verwechslungsgefahr mit Lego bestünde. Hintergrund war, dass Panke für sein Logo markenrechtlichen Schutz beantragt hatte, woraufhin Lego bestrebt war, seine eigene Marke zu schützen. Panke kritisierte daraufhin per Video die Firma für deren Vorgehen und kündigte an, nun auch Produkte anderer Klemmbausteinhersteller vorzustellen. Er ließ seine damalige Marke daraufhin löschen. Für die Art der Kommunikation erhielt Lego von verschiedenen Seiten scharfe Kritik. Der Streit wurde kurze Zeit später beigelegt, und Lego verlautbarte, dass die Kommunikation unglücklich verlaufen sei.
Am 25. Januar 2021 wurde Panke in einem weiteren Anwaltsschreiben aufgefordert, den Markennamen Lego nicht mehr als Gattungsbegriff auch für die Produkte anderer Klemmbausteinhersteller zu verwenden, da das Unternehmen für „LEGO“ eine Wortmarke habe. Er teilte per Video mit, dass er dies künftig unterlassen, die fünf angemahnten Videos entfernen und mit korrekter Bezeichnung neu aufnehmen werde. Der Journalist Sebastian Leber bezeichnete dies im Tagesspiegel als „neue Eskalationsstufe“, da Panke „zu den schärfsten und lautesten Kritikern des Konzerns“ gehöre. Zugleich wies Leber auf das Dilemma von Lego hin, da man „nicht nur berechtigt, sondern regelrecht dazu verpflichtet [ist], gegen Provokationen wie die jüngste von Thomas Panke vorzugehen: Der Inhaber einer Wortmarke muss diese laut Gesetzgeber aktiv schützen, ansonsten kann er sie verlieren.“